# Liaoyang
Liaoyang (cinese: 辽阳; pinyin: Liáoyáng) è una città-prefettura della Cina nella provincia del Liaoning.